# 龍生堂本店
株式会社龍生堂本店（りゅうせいどうほんてん）は、東京都新宿区に本社を置く医薬品等の小売販売を行う企業である。首都圏において、ドラッグストアチェーン クスリの龍生堂薬局を展開している。

## 企業情報
2020年1月1日現在
- 住所：〒169-0073東京都新宿区百人町1-15-18
- 資本金：5900万円
- 年商：100億円（2015年（平成27年）実績）
- 代表者：代表取締役社長　関口周吉
- 事業内容：医薬品、化粧品、日用雑貨品の小売販売及び処方箋調剤
- 社員数：230名（男子110名、女子120名）
- 店舗数：31店舗（うち調剤併設店27店舗）

## 沿革
- 1933年（昭和8年）：新宿区大久保に薬局を開業。
- 1949年（昭和24年）：株式会社龍生堂薬局を設立。
- 1960年（昭和35年）：社名を株式会社龍生堂本店と改称。

## ギャラリー

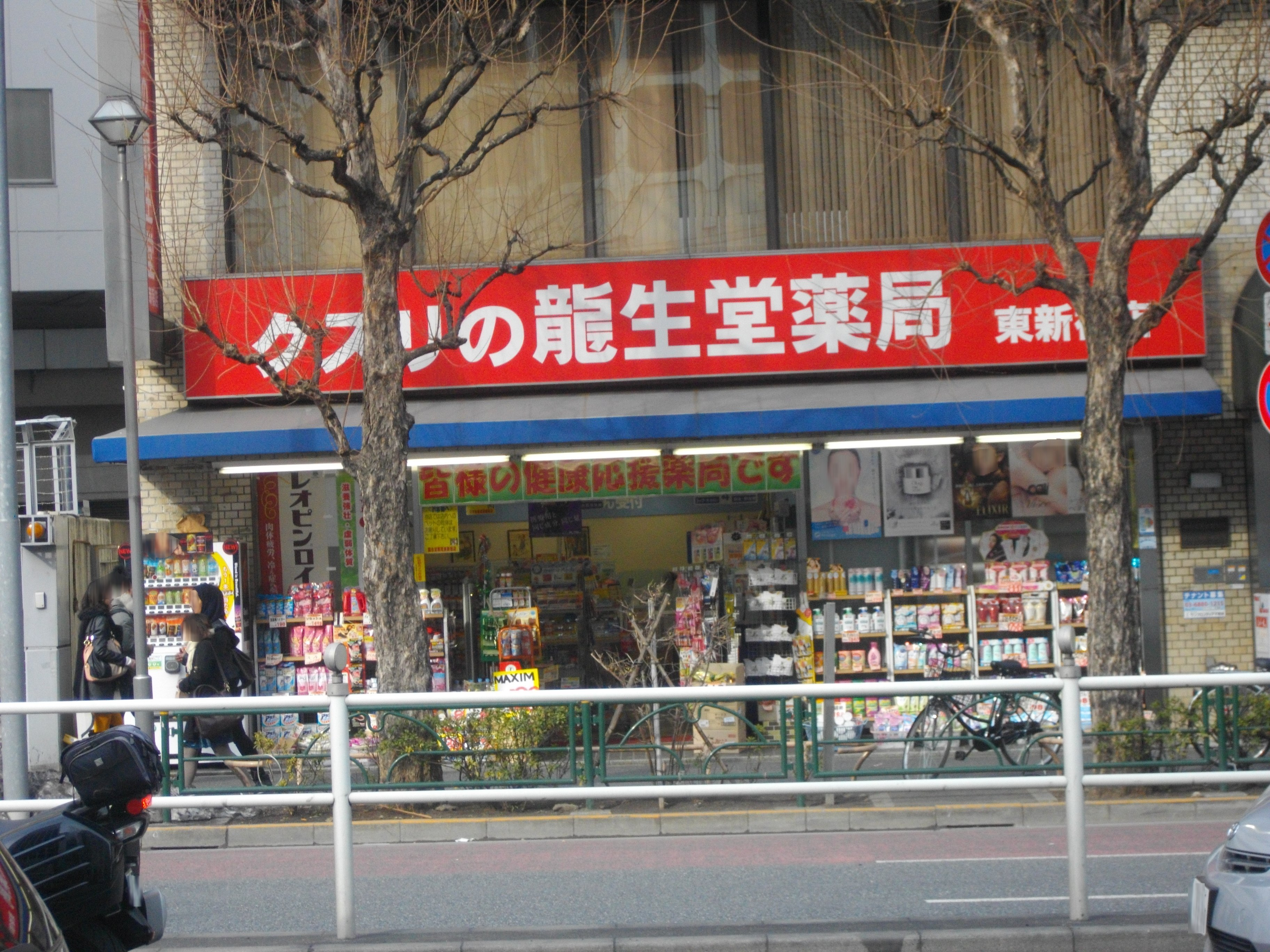
東新宿店（新宿区新宿）